# Цоликоури
Цоликоури — технический (винный) сорт винограда, используемый для производства белых вин в Грузии.

## География
Сорт является автохтоном для Грузии. Культивируется в регионе Имеретия.

## Основные характеристики
Кусты сильнорослые.
Листья крупные, округлые, трехлопастные, сетчато-морщинистые, снизу опушение войлочное с подстилающими густыми короткими щетинками. Черешковая выемка открытая, лировидная с острым дном.
Цветок обоеполый.
Грозди средние, ширококонические, иногда ветвистые, средней плотности.
Ягоды средние, округлые, зеленовато-желтые с выраженным восковым налетом и коричневым загаром на солнечной стороне. Кожица толстая. Мякоть сочная.
Сорт позднего периода созревания. Период от начала распускания почек до полной зрелости ягод в окрестностях Телави в среднем 179 дней при сумме активных температур 3510°С.
Вызревание побегов хорошее.
Урожайность 80-100 ц/га.
Мало повреждается мильдью и другими грибными болезнями.

## Применение
Виноград используется для приготовления белых столовых вин высокого качества (Свири, Твиши, Цоликаури) и игристых сладких вин.